# Kabert
Kabert is een Belgisch/Amerikaans bier van hoge gisting, van het type imperial stout.
Het is een mengbier van 11% alcohol, met als bestanddelen Black Albert (een Imperial stout van De Struise Brouwers) en Kate the Great (een Imperial stout van Portsmouth Brewing in de Verenigde Staten).

## Varianten
- Kay: Kabert, gerijpt op portovaten. Dit bier van 18% alcohol is slechts eenmalig op de tap geschonken in de Struise Beershop in Brugge.
- Black Damnation XI: Special Kay: Kay, in alcohol verhoogd door het eisbock-vriesproces. Dit heeft een bier van 22% alcohol als resultaat.